# Blue Dragon
Blue Dragon (ブルードラゴン?, Burū Doragon) è un videogioco di ruolo alla giapponese sviluppato da Mistwalker e Artoon e pubblicato da Microsoft Game Studios in esclusiva per Xbox 360. Blue Dragon è stato ideato dal creatore della serie Final Fantasy Hironobu Sakaguchi, il quale ha supervisionato lo sviluppo del gioco e scritto la storia. Si tratta del primo titolo sviluppato da Mistwalker e del primo  curato da Sakaguchi al di fuori di Square Enix. Il videogioco è stato pubblicato in Giappone il 7 dicembre 2006, sia in versione singola che insieme alla console Xbox 360. Nel resto del mondo il gioco è stato pubblicato nell'agosto 2007 nella sola versione singola.
Ambientato in un mondo fantastico esplorabile come open world, la storia di Blue Dragon è incentrata su cinque amici (Shu, Jiro, Kluke, Zola e Marumaro) e sul loro viaggio intrapreso per sconfiggere Nene, il malvagio governatore del Gran Regno. Le vicende narrate nel gioco hanno ispirato una serie televisiva anime di due stagioni con gli stessi personaggi e un adattamento manga alternativo, che segue la storia del videogioco con alcune variazioni e personaggi differenti. Il gioco segue il modello del gioco di ruolo tradizionale, basato sull'esplorazione di un mondo nei panni di un personaggio e con battaglie a turni.
Blue Dragon è stato il primo titolo per Xbox 360 a far uso di più dischi, venendo distribuito in tre parti totali. Nel complesso, il gioco ha ricevuto in generale critiche positive, venendo sia apprezzato che criticato per il suo adattamento degli elementi tradizionali presenti nei giochi di ruolo.

## Trama
Il gioco è diviso in 3 dischi:
Disco 1:
In un'epoca antica, nel piccolo villaggio di Talta, vive un giovane e coraggioso ragazzo di nome Shu. Egli vive insieme al nonno Fushira (che lo ha adottato dopo la morte dei suoi genitori) e con gli amici Jiro e Kluke. Il villaggio è perseguitato da una tragedia che si ripete ogni dieci anni: l'apparizione di nubi viola in cielo, che corrispondono anche all'arrivo del terribile Land Shark (Squalo della Terra nella versione italiana del gioco), un orribile mostro, di cui si vede solo la pinna dorsale (dato che il corpo sta sotto terra).
Il giorno dell'attacco, Shu, per evitare che esso distrugga il villaggio, decide di ucciderlo. Grazie all'aiuto inatteso di Kluke e Jiro, Shu riesce a intrappolarlo. Prima di dargli il colpo di grazia, però, il mostro si libera e trascina i tre amici in una caverna sotterranea. Dopo averla osservata, Shu e i suoi amici scoprono che il land shark è in realtà una strana macchina volante. Per loro sfortuna, la macchina si attiva, trasportando i tre su una specie di enorme astronave, da cui sembra uscire la nube viola che copriva il villaggio. Una volta dentro, il trio incontra una persona di aspetto anziano e innocuo: Nene. Egli evoca la sua ombra, Chimera, con la quale in fretta riesce a sconfiggere i tre amici. Ordina poi a Szabo, suo più fedele seguace (robot), di gettarli giù dall'astronave. Sul punto di morire, Shu, grazie alla sua determinazione, riesce a far tornare se stesso e i suoi amici sull'enorme astronave di Nene. Dopo essere rimasti intrappolati dentro un'enorme stanza, in cui l'unica via di fuga sembra essere una piccola astronave, i tre ingoiano una strana sfera di luce ciascuno (trovata poco prima) riuscendo a evocare anche loro delle ombre. Shu evoca Blue Dragon, Kluke evoca Fenice, e Jiro evoca Minotauro. Poco dopo, i tre fuggono con l'astronave per tornare a Talta, ma per uno sfortunato errore, precipitano al centro di un deserto. Dopo essersi ripresi, i tre partono per tornare al villaggio.
Dopo aver salvato l'abitante di un villaggio da un enorme mostro (primo boss), i tre amici raggiungono un'enorme trivella meccanica e decidono di entrarci. Nella sala comandi i tre incontrano un piccolo essere basso e dalla pelle gialla, che come loro sa evocare un'ombra (Tigre). Per un errore di quest'ultimo, Shu e gli altri finiscono in un ospedale abbandonato. Dopo averlo ispezionato, i tre amici raggiungono il misterioso ragazzo che avevano incontrato prima, riuscendo a salvarlo da un'enorme tigre a due teste che controlla fuoco e acqua (secondo boss). A quel punto il misterioso si presenta, si chiama Marumaro, e si trova lì per salvare gli abitanti del suo villaggio, che sono gravemente ammalati. Dopo aver trovato la medicina i quattro, con la trivella, tornano al villaggio di Marumaro (villaggio di Lago). Dopo aver constatato che la medicina è inefficace, il villaggio viene attaccato da Nene. Dopo la sua fuga, Marumaro decide di unirsi al gruppo per andare a recuperare la medicina, che si trova in una foresta non troppo lontana dal villaggio.
Grazie alla medicina il gruppo riesce a curare gli abitanti del villaggio. Per sdebitarsi, il capo del villaggio incarica Marumaro di accompagnare Shu e gli altri a Talta. Dopo aver attraversato le pericolose montagne di Gul, il gruppo raggiunge finalmente Talta, trovandola distrutta e deserta. I quattro liberano il locandiere e successivamente trovano una lettera di Fushira, che li informa del fatto che i sopravvissuti dell'attacco del land shark (quasi tutti gli abitanti), sono andati alla città di Jibral.
Dopo altri pericoli, e altri boss, i quattro amici raggiungono gli abitanti di Talta e, con l'aiuto delle guardie reali di Jibral, raggiungono la città. La notte stessa, Nene attacca la città. Dopo l'entrata nel gruppo di Zola, la squadra riesce a sconfiggere Szabo, e a costringere le truppe di Nene e Nene stesso alla fuga. Il giorno dopo, mentre procedono i festeggiamenti per la vittoria, Zola decide di partire per il nord, con Shu e gli altri.
Disco 2:
Dopo innumerevoli peripezie in giro per le foreste (tra cui una missione secondaria non necessariamente da completare), i cinque amici giungono in un campo laser e lo superano, raggiungendo una strana città sotterranea abitata solo da robot. Dopo averla liberata da un campo di forza, i cinque proseguono il cammino e finalmente arrivano a nord. Lì vengono attaccati dalle truppe di Nene (robot). Grazie ad un telecomando trovato e usato da Jiro, i cinque riescono a proteggersi con uno scudo, ma Nene riesce a comandare i robot incontrati da Shu per attaccarli. Per evitare di uccidere i loro amici, il gruppo decide di togliere lo scudo, e così vengono catturati e intrappolati.
Shu, dopo essere riuscito a scappare dalla propria cella, riesce a liberare tutti i suoi compagni, tranne Kluke. Nene infatti, dopo aver per sbaglio fatto fuggire Shu, Zola, Jiro e Marumaro, porta via Kluke. Nel tentativo di raggiungerlo, il gruppo rimane intrappolato nel vilalggio di Corbat, circondato da un campo di forza, simile a quello usato anticipatamente da Jiro.
Quella sera il gruppo, con l'aiuto del saggio del villaggio, riesce a trovare un laboratorio sotterraneo. Lì, dopo aver sconfitto un enorme scheletro metallico, riesce a trovare un altro telecomando, con il quale riescono infine a distruggere il campo di forza, e a uscire dal villaggio. Shu e gli altri riescono anche a superare un enorme canyon, riuscendo (dopo aver fatto molta strada) a raggiungere la base di Nene, situata nel centro di un enorme deserto (che si trova a sua volta all'interno di un'enorme distesa nevosa e fredda). Una volta recuperata Kluke, Nene li informa del fatto che il collare che Kluke ha al collo, che Shu cerca inutilmente di rimuovere, la ucciderà dopo un'ora.
Fortunatamente, Shu, Jiro, Kluke e Marumaro riescono a raggiungere Nene in tempo, mentre Zola resta indietro a combattere con Szabo, tornato in vita grazie a Nene. Una volta di fronte a Nene, quest'ultimo li informa del fatto che in realtà le loro ombre servivano soltanto a rafforzare la sua, per questo, grazie al collare di Kluke, che Nene riesce a mettere anche agli altri, Nene riesce a rubare le loro ombre, le divora di fronte a Shu e agli altri e riesce a tornare giovane, potenziando anche la propria ombra. A quel punto, Nene si appresta a uccidere Shu e gli altri. Proprio quando sembra che per loro non ci sia più speranza, Shu riesce a evocare nuovamente Blue Dragon, grazie al quale porta se stesso e gli altri in salvo.
Disco 3:
Shu si risveglia, dopo un orribile incubo, nella piccola casa di una simpatica vecchietta, la quale lo informa del fatto che i suoi amici stanno bene e che sono in giro per il villaggio. Dopo essere uscito dalla casa, e dopo aver scoperto che quel luogo è minacciato da un albero maledetto, Shu raggiunge i suoi amici, spiegando come lui li abbia salvati da Nene.
Quella sera, Shu, andando alla scogliera per trovare un po' di pace e trovare un modo per andare via da lì, incontra una giovane ragazza di nome Shalia. La ragazza, dopo aver affermato di non voler più vivere e di non riuscire più a sopportare di essere minacciata dall'albero maligno, si getta dalla scogliera, ma viene afferrata e salvata dallo stesso Shu. Quest'ultimo la sgrida, dicendole che non si dovrebbe arrendere, incoraggiandola a rimanere in vita e a continuare a sperare. Subito dopo, Shu riesce a rievocare Blue Dragon, dovendosi però scontrare con una versione più scura e malvagia dello stesso. Dopo averlo sconfitto, Blue Dragon torna a tutti gli effetti, e così Shu si libera dal collare di Nene.
Dopo aver sconfitto l'albero, il gruppo riparte. Dopo aver attraversato una terribile foresta abitata da diaboliche creature, il gruppo raggiunge un piccolo villaggio completamente congelato. Lì, per il dolore che provano per la triste situazione in cui si trovano gli abitanti del villaggio, i tre amici di Shu (Jiro, Kluke e Maruumaro) riescono a rievocare le proprie ombre e a sconfiggere la versione oscura delle Ombre. Dopo aver affrontato un enorme e malvagio robot, i quattro riescono a scongelare il villaggio, con lo stesso metodo usato in precedenza (telecomando).
Ripreso il cammino, il gruppo arriva in una piccola penisola. Dopo aver trovato delle enormi statue di cristallo, i quattro vengono raggiunti da Zola che si riunisce al gruppo. Da questo momento, il gruppo potrà utilizzare il Mecha (astronave usata all'inizio per scappare dalla base di Nene) per viaggiare, e raggiungere luoghi nascosti e che prima erano totalmente irraggiungibili. Il gruppo, dopo essersi alzato in volo, si accorge che le statue di cristallo si muovono. Seguendole, notano che stanno dividendo il mondo. Infatti, poco dopo, in cielo appare Nene, che informa tutte le persone del mondo, che nel frattempo vengono terrorizzate da terremoti o da attacchi di mostri malvagi, che adesso lui diventerà il loro padrone, e che chiunque oserà ribellarsi verrà ucciso.
Il mondo viene diviso in due blocchi enormi, al cui centro si trovano due enormi cubi, raggiungibili solo grazie al Mecha. Su di uno di essi, si trovano i robot amici di Shu e degli altri, che hanno una città libera e tranquilla. Sull'altro, si trova invece la base di Nene. Shu e gli altri, dopo aver affrontato un enorme dinosauro meccanico, vi entrano per sconfiggere Nene.
Dopo molte peripezie, e dopo aver distrutto (non del tutto, però) nuovamente Szabo, il gruppo raggiunge finalmente Nene. Sebbene egli si riveli un nemico potente e spietato, il gruppo riesce alla fine a batterlo, ma Nene, ancora vivo, rivela che Zola è sua serva e che ha sempre lavorato per lui. Quando sembra che Zola stia per dare energia a Nene, essa si libera da lui, dicendo che non vuole tradire Shu e, con l'aiuto di Szabo, ribellatosi tempo prima e alleatosi successivamente con Zola, riesce a uccidere una volta per tutte Nene, gettando il suo potere, trasformatosi in una sfera luminosa (identica a quella inghiottita da Shu e dagli altri), dentro un fiume di lava lì vicino, distruggendolo.
Sembra finita, ma così non è. Infatti Deathroy, minuscolo e odioso alleato amico di Nene, riesce a recuperarne il potere trasformandosi quindi in un'enorme creatura verdastra (boss finale). Dopo un lungo e violento scontro, il gruppo riesce finalmente a sconfiggerlo. Dopo la sconfitta, il mostro finisce nella lava, morendo definitivamente. Così alla fine, la guerra iniziata da Nene, finisce, con la vittoria di Shu e degli altri.
Epilogo (fa sempre parte del terzo disco):
Mentre le città vengono ricostruite, gli abitanti di Talta, assieme agli abitanti del villaggio di Lago e di molti altri villaggi, si radunano in una piccola casetta per festeggiare il compleanno di Kluke. Shu le regala un bellissimo fiore (che il giocatore dovrà trovare) e Jiro una collana. A quel punto, i due le dichiarano l'amore che entrambi provano, e rimangono in attesa della fatidica risposta: di chi è innamorata Kluke? Per loro sfortuna, Kluke non risponde dicendo chi ama, ma semplicemente affermando che avrebbe risposto al suo prossimo compleanno. Dopo un urlo lamentoso di Shu e Jiro, viene mostrato un lungo video che mostra i villaggi visitati da Shu e dagli altri (ricostruiti ovviamente), e dei personaggi che festeggiano. Con questo video, si conclude il gioco.

## Design
Sin dalle prime battute appare inconfondibile il design delle ambientazioni e dei personaggi, realizzato da Akira Toriyama, creatore della celebre serie animata Dragon Ball nonché character designer dell'altrettanto celebre J-RPG Dragon Quest.

## Modalità di gioco
Blue Dragon è un J-RPG classico: il sistema di combattimento è a turni, mentre gli scontri non sono più casuali: i mostri sono ben visibili sul campo e potranno essere evitati per sottrarsi alla lotta (tranne in alcuni casi dove sarà impossibile evitarli). Vi è una perfetta continuità tra le fasi di esplorazione ed i combattimenti, per cui non si dovranno attendere i fastidiosi caricamenti all'inizio ed alla fine di ogni scontro.

### Personaggi giocabili e Abilità
- Shu - Giovane amante dell'avventura determinato a salvare il mondo dalla minaccia di Nene. La sua ombra è un drago blu.
- Jiro - Giovane riflessivo ed educato, non affronta mai problemi senza escogitare prima un piano. La sua ombra è un minotauro.
- Kluke - Ragazza gentile e premurosa, spesso si trova ad essere l'elemento di equilibrio nel gruppo. La sua ombra è la leggendaria fenice.
- Marumaro - Appartenente alla razza dei Devee, è molto vivace e si esprime sempre attraverso la danza. La sua ombra è una tigre dai denti a sciabola.
- Zola - La più adulta ed esperta del gruppo, ha un carattere freddo, ma determinato e aiuta sempre i suoi compagni. La sua ombra è un pipistrello assassino.

## Anime e manga
È stato realizzato anche un manga dal titolo Blue Dragon Ral Ω Grad, che però si allontana dalla storia del gioco.
Dal videogioco, la Pierrot ha tratto l'anime omonimo di 51 episodi, trasmesso in Giappone nel 2007 e in Italia a partire da aprile 2009, con una seconda stagione trasmessa in Giappone nel 2008 ed in Italia da febbraio 2010.

## Accoglienza
La rivista Famitsū gli ha dato una valutazione di 37/40.